# Deutsche Verkehrs-Zeitung (seit 1947)
Die Deutsche Verkehrs-Zeitung (kurz DVZ, ehemals Deutsche Logistik-Zeitung) ist eine seit 1947 erscheinende Fachzeitung der Transport- und Logistikbranche.
Die DVZ wird von der DVV Media Group GmbH (vormals Deutscher Verkehrs-Verlag) mit einer Auflage von rund 9.000 Exemplaren – davon etwa 6000 Druckexemplare – herausgegeben. Ergänzt wird diese durch ein tägliches digitales Medienpaket sowie durch jährlich über 50 Themenhefte und Magazine mit Schwerpunktthemen zu Logistik-Standorten, Teilmärkten und Toptrends. Verlags- und Redaktionssitz ist Hamburg. Als regelmäßige Rubriken der DVZ erscheinen: Meinung, Infografik, Politik, Kampagnen der DVZ, Theorie & Praxis, Transport & Logistik, Anzeigenmarkt, Panorama, Menschen. Wie das Konkurrenzblatt Transport, erscheint auch die DVZ im Berliner Format.